# Michiana Shores
Pour les articles homonymes, voir Michiana (homonymie) et Shores.
Michiana Shores est une municipalité américaine située dans le comté de LaPorte en Indiana.
Lors du recensement de 2010, sa population est de 313 habitants. La municipalité s'étend sur 0,35 mille carré (0,91 km2).
Michiana Shores fait à l'origine partie de Michiana, une station balnéaire fondée dans les années 1920 dans le Michigan par la Long Beach Company. Michiana Shores, qui correspond à la partie située dans l'Indiana, est d'abord composée de cabanes en rondins. Elle devient une municipalité en 1947,.